# Demi Vance
Demi Vance (født 2. maj 1991) er en kvindelig nordirsk fodboldspiller, der spiller midtbane for skotske Rangers i Scottish Women's Premier League og Nordirlands kvindefodboldlandshold.
Hun blev i juni 2022 udtaget til den officielle trup frem mod EM i fodbold 2022 i England, som førstevalg på venstrebacken. Hun fik debut på A-landsholdet den 3. juli 2013, i et 0–3-nederlag mod Holland.